# Francisco Ruiz-Tagle
Francisco Antonio Pascual de la Ascensión Ruiz de Tagle y Portales (Santiago del Cile, 1790 – Santiago del Cile, 23 marzo 1860) è stato un politico cileno.
È stato Presidente del Cile provvisorio dal 17 febbraio al 31 marzo del 1830.